# Reinhard Mucha
Reinhard Mucha (Düsseldorf, 1950) è un artista tedesco.

## Vita e opere
Nel 1984 ha fatto parte della mostra Von hier aus - Zwei Monate neue deutsche Kunst in Düsseldorf.

## Collezioni pubbliche

### Belgio
- S.M.A.K. - Stedelijk Museum voor Actuele Kunst, Gent

### Germania
- Hamburger Bahnhof, Museum für Gegenwart, Berlino
- Kunstmuseum Bonn, Bonn
- K21 Kunstsammlung Nordrhein-Westfalen, Düsseldorf
- Museum Küppersmühle Sammlung Grothe, Duisburg
- Museum für Moderne Kunst (MMK), Francoforte al Meno
- Hamburger Kunsthalle, Amburgo
- MARTa Herford, Herford
- ZKM | Museum für Neue Kunst & Medienmuseum, Karlsruhe
- Kaiser Wilhelm Museum, Krefeld
- SAMMLUNG GRÄSSLIN, St. Georgen

### Austria
- Neue Galerie, Graz

### Regno Unito
- Tate Britain, London (England)